# Riespach
Riespach település Franciaországban, Haut-Rhin megyében. Lakosainak száma 646 fő (2022. január 1.). Riespach Feldbach, Waldighofen, Kœstlach, Vieux-Ferrette és Illtal községekkel határos.

## Népesség
A település népessége az elmúlt években az alábbi módon változott:
| Lakosok száma | 714  | 686  | 703  | 643  | 635  | 632  | 626  | 638  | 646  |
|               | 2013 | 2015 | 2016 | 2017 | 2018 | 2019 | 2020 | 2021 | 2022 |